# François de Connan
François de Connan, latinisiert auch Franciscus Connanus (* 1508 in Paris; † 1. September 1551 ebenda) war ein französischer Rechtsgelehrter.

## Leben und Werk
Nach dem Besuch des Collège du Cardinal Lemoine studierte Connan den Mos italicus an der Universität Orléans unter Petrus Sella. 1529 wechselte er an die Universität Bourges, um bei Andreas Alciatus auch den Mos gallicus zu studieren. In Bourges erwarb Connan vermutlich sein Lizenziat. Anschließend arbeitete er in Paris als Parlamentsanwalt und Gutachter. Am 7. September 1539 wurde er von König Franz I. zum Maître clerc de Compte ernannt, womit er zum Mitglied des Grand Conseil du Roi aufstieg. Damit war Connan einer der höchsten Richter Frankreichs. Am 29. April 1544 wurde er zum Maître des requêtes de l’Hôtel ernannt. Er hatte im Auftrag des Königs die Verwaltung und Rechtsprechung in den Provinzen zu überwachen.
Für Connans wissenschaftliche Arbeit blieb neben seiner rechtsprechenden und verwaltenden Tätigkeit wenig Zeit. Sein wichtigstes Werk, Commentaria iuris civilis, ein Kommentar zum Römischen Recht, den er 1540 begonnen hatte, blieb unvollendet, da er mit 43 Jahren verstarb.

## Werke

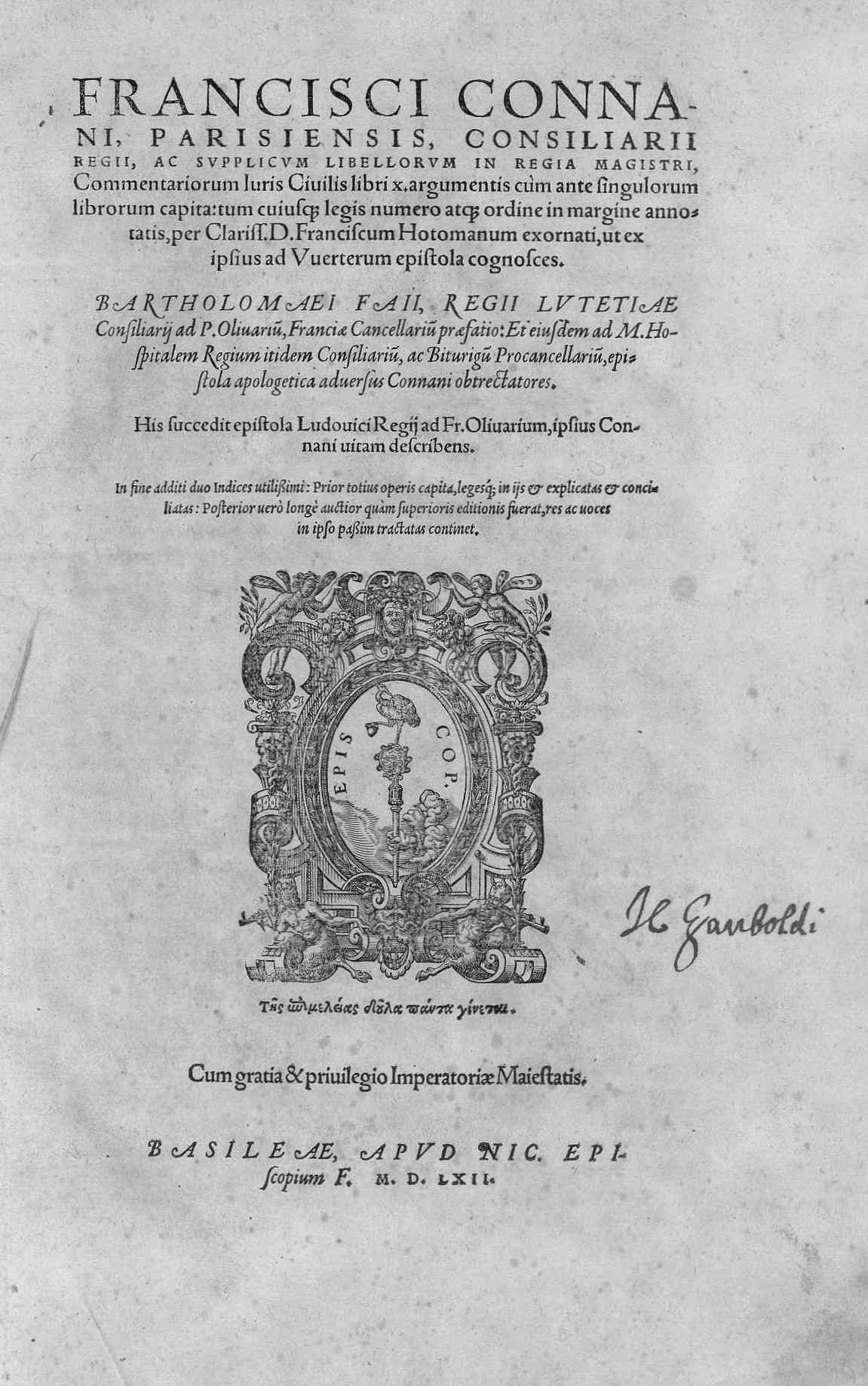
Commentaria iuris civili, 1562

- Commentaria iuris civilis, Paris, 1538.
  - Commentaria iuris civili. Nikolaus Episcopius, Basel 1562 (Latein, beic.it).